# Hassana
Hassana ou Hessana (en syriaque : ܚܣܢ, en kurde : Hesena, et en turc : Kösreli) est un ancien village assyro-chaldéen situé dans le district de Silopi de la province de Şırnak (aujourd'hui en Turquie).
Avant sa disparition, il était l'un des derniers villages assyriens du pays (il en existait neuf dans la région, Hassana étant le plus occidental). Il est représentatif de l'exode des Assyro-Chaldéens vivant dans la région au cours du XXe siècle.

## Localisation
Le village, sur le flanc oriental du Mont Qardou, est situé le long d'un ruisseau affluent de la rivière Nerduş, dans le sud du Botan, région montagneuse aujourd'hui turque de l'Anatolie du Sud-Est.

Il est à 20 km au nord-ouest de Silopi, chef-lieu de l'arrondissement dont dépend le village, à environ 22 km au nord-ouest à vol d'oiseau de la frontière irakienne, et à environ 14 km au nord-est à vol d'oiseau de la frontière syrienne.
Le village est atteignable grâce à une seule et unique route que l'on peut prendre depuis le village voisin d'Üçağaç au sud.

## Toponymie
Selon une légende locale, le nom du village ne viendrait pas de l'araméen, mais du nom d'un agha kurde appelé Hassan Beg (ou Hassan Bey), qui aurait autorisé il y'a de cela plusieurs siècles sept chefs de clan assyriens venus des montagnes de la région de Van et du Hakkiari à venir s'installer sur ses terres.
Le nom viendrait donc de « Hassana »  (en français : Propriété de Hassan ou Chez Hassan).
D'autres sources araméennes le nomment Hassan.

## Histoire

### Antiquité
Selon une tradition locale, Hassana serait à l'endroit du Mont Qardou où se serait posé l'Arche de Noé après l'épisode biblique du Déluge (d'autres versions affirment que le lieu se trouverait dans un autre village assyrien, Bespin, situé à quelques km de Hassana).
La région de Hassana, peuplée de hourrites puis d'araméens, appartient tout d'abord au royaume de Mittani entre le XVIIe siècle et le XIIIe siècle avant notre ère.
Le roi d'Assyrie Sennachérib conquiert la région en 697 av. J.-C., alors aux mains des urartiens (ancêtres des actuels arméniens). Puis, selon l'historien grec Hérodote, Cyaxare, le roi des Mèdes, fait ensuite passer la région sous sa coupe à la fin du VIIe siècle av. J.-C.. Vers le milieu du VIe siècle av. J.-C., la zone devient perse, dominée par l'empire achéménide de Cyrus le Grand.
En 331 av. J.-C., la région de Hassana est conquise par les armées d'Alexandre le Grand, avant de passer aux mains des parthes.
Durant la période romaine, la région se retrouve intégrée à la province d'Assyrie, avant de repasser sous domination perse avec les Sassanides.

### Hassana chrétienne
Le village est d'abord nestorien avant d'ensuite devenir catholique (le prêtre étant alors le chef du village). Il existait dans le village quatre églises, deux catholiques chaldéennes, l'église de Mart Shmoni dans le nord du village et de Mar Mikhaïl (en français : Saint Michel) dans le sud près du cimetière (une troisième est construite dans les années 1980 au centre du village), et une protestante dans le sud du village. Les églises catholiques locales étaient reliées au diocèse de Gazarta (en syriaque : ܓܙܪܬܐ).
On pense que beaucoup d'assyriens seraient venus se réfugier dans la région au tout début du XVe siècle pour fuir les massacres des troupes de Tamerlan dans les plaines mésopotamiennes.
Tous issus de villages différents, les habitants se répartissaient en huit clans (sept d'entre eux fondèrent le village) :
| - Beth Babehur - Beth Gulu - Beth Keretu |  | - Beth Kerroe - Beth Nishana Shimun - Beth Shana |  | - Beth Zengil (familles arrivées d'un autre village) - Beth Zehroe |

Durant la période ottomane, les villageois de Hassana étaient des Rayats de la principauté du Botan soumis à l'autorité de l'agha kurde local (quasi indépendant du pouvoir central turc à Constantinople à cause de l'isolement et de l'inaccessibilité des montagnes), qui leur devait théoriquement protection en échange de la moitié du produit de leur travail. Administrativement, le village était situé dans le sandjak de Mardin de l'ancienne province de la Vilayet de Diyarbekir.

Carte des principaux villages chrétiens et monastères de la région (principalement au Tur Abdin), où Hassana se situe tout à l'est.

De nombreux liens (mariages, enterrements, fêtes religieuses et échanges commerciaux) existaient entre Hassana et les villages assyriens voisins (notamment Bespin et Harbolé), tous en autosuffisance alimentaire. Hassana était également entouré de nombreux villages kurdes (dont certains d'origine assyrienne ou arménienne remplacés par des populations kurdes à la suite de massacres et spoliations, et dont les noms des villages ont été changés).
Dans les années 1830, la Mission presbytérienne américaine (située dans la région iranienne d'Ourmia, région nommée en assyrien « Galé d-Tyaréh » ou région de Tyaréh), entreprend d'entrer en contact avec les assyriens de la région, par l'intermédiaire du physicien et missionnaire américain Asahel Grant (qui visite la région entre 1839 et 1841). Quelques décennies plus tard, c'est donc à Hassana qu'est fondée la toute première église protestante du Botan en 1873, le protestantisme ayant été amené au village par le prédicateur Matran Yusup (ou Qasha Yosip), originaire du village assyrien voisin de Shakh (et lui-même converti à Ourmia par le révérend américain Samuel Audley Rhea). De nombreux Hasnayés iront par la suite étudier la théologie protestante à Ourmia. Le village est visité tout au long de la fin du XIXe siècle par des missionnaires américains et canadiens.
L'archéologue et cunéiformiste britannique Austen Henry Layard passe par Hassana en 1851, et y découvre en amont du village une stèle commémorative gravée dans la roche représentant le roi assyrien Sennachérib, qu'il décrit dans son œuvre « Discoveries Among the Ruins of Nineveh and Babylon: With Travels in Armenia, Kurdistan, and the Desert », parue à Londres en 1853 (six stèles seront plus tard découvertes près du village, avec des représentations et des textes en akkadien).
Le missionnaire américain Frederick G. Coan visite Hassana en 1888 et témoigne dans ses écrits de la dureté du traitement du village par les kurdes.
La population de Hassana subit les massacres ottomans contre les populations chrétiennes de 1895-1896, appelés massacres hamidiens (sous le règne du sultan Abdülhamid II).

### XXesiècle
Du 11 au 14 mai 1909, l'archéologue et exploratrice britannique Gertrude Bell passe 3 jours à Hassana, pour y explorer et prendre en photos les ruines des églises et monastères des environs (elle est aidée par quelques Hasnayés dont le pasteur protestant du village Qasha Mattai et son frère Shimun).
En 1915, Hassana, tout comme les autres villages assyriens de la région, n'échappe pas au génocide assyrien perpétré par l'empire ottoman sur les populations chrétiennes. Les 300 habitants du village qui ne parviennent pas à fuir sont massacrés.
Après des destructions, le village est reconstruit en 1945.
Hassana est officiellement renommée Kösreli en 1958 par le gouvernement turc et sa politique de turquisation.
La plupart des habitants, analphabètes, avaient écrit sur leurs papiers d'identité né le 1er janvier à Silopi (la grande ville la plus proche et chef-lieu du district). À partir des années 1970, le gouvernement turc construit des écoles dans les villages reculés du pays, et ce n'est qu'à partir de cette période que les habitants des villages assyriens se mettent à apprendre le turc (en plus de l'araméen, leur langue natale, et du kurde, la langue locale).
La population de Hassana et des villages assyro-chaldéens de la région émigre massivement de Turquie pour s'installer d'abord à Istanbul, puis à l'étranger à partir de 1975 et ce durant deux décennies, à la suite des différents conflits et exactions touchant la région (guérilla du PKK, discriminations subies par les populations turques et kurdes, etc.). La localité se vide progressivement de ses habitants tout au long des années 1980, lassés des travaux forcés, meurtres, vols et extorsions, rapts et viols de jeunes filles converties de force à l’Islam, ainsi que harcèlements et menaces subies par les populations kurdes environnantes.
En 1985, le village reçoit pour la première fois l'électricité afin de répondre aux besoins des soldats turcs qui occupaient alors de nouvelles casernes à la périphérie de Hassana.
En novembre 1993, le village est évacué puis bombardé et rasé par le gouvernement turc,. Hassana était la dernière localité assyrienne du district encore peuplée, avant que les 33 familles restantes ne soient forcées de fuir.
Aujourd'hui, la plupart des anciens habitants du village et leurs descendants vivent en région parisienne, dans le Val-d'Oise (comme à Sarcelles et dans les villes limitrophes,) et la Seine-Saint-Denis notamment (principalement à Clichy-sous-Bois), ainsi qu'à Marseille, et pour un petit nombre d'entre eux en Belgique (principalement à Malines et Anvers), aux Pays-Bas, en Allemagne et en Suède.

## Population et société

### Démographie
| \| Année \| Habitants \| \| ----- \| --------- \| \| 1915 \| 300 \| \| 1975 \| 1 031[26] \| \| 1985 \| 1 101[26] \| \| 1990 \| 461 \| \| 1993 \| 0 \| |           |
| Année | Habitants |
| 1915 | 300       |
| 1975 | 1 031     |
| 1985 | 1 101     |
| 1990 | 461       |
| 1993 | 0         |

### Religion
Les habitants assyriens du village avaient la particularité (unique par rapport aux autres villages assyriens de la région) d'appartenir à plusieurs branches chrétiennes. En effet, bien que la plupart des habitants soient chaldéens (donc rattachés à l'Église catholique), une part significative des habitants étaient également syriaques orientaux (rattachés à l'Église apostolique assyrienne de l'Orient) et d'autres protestants (de la branche des presbytériens).
Cela s'explique du fait que le village était situé à la frontière culturo-religieuse entre les assyriens orthodoxes et les assyriens catholiques.
Dans les années 1960 ne subsiste plus que l'église protestante à Hassana avant qu'un Hasnayé du nom de Qasha Toma ne revienne au village formé théologiquement dans le Tur Abdin par l'Église syriaque orthodoxe et y reconstruise l'église Mart Shmoni pour y célébrer l'office. Mais certains Hasnayés, dérangés par l'introduction de pratiques syro-orthodoxes dans la liturgie de Qasha Toma, se plaignent auprès de la Métropole chaldéenne de Mardin. C'est donc dans les années 1980 qu'un autre prêtre, Qasha Sliwa, reprend le credo traditionnel chaldéen du village et fait construire « la Nouvelle Église » au centre du village.

## Économie
Les Hasnayés étaient connus comme étant principalement agriculteurs (noix, figues, grenades), viticulteurs, bergers (moutons et chèvres) ou artisans (principalement fileurs, tisserands ou encore tailleurs,).
Durant la période estivale de transhumance, les habitants se déplacaient avec leurs troupeaux plus haut en altitude pour profiter d'un temps plus frais.
Chaque quartier de Hassana disposait de son propre four en argile, où les femmes transformaient le grain récolté par les hommes en pâte et le mettaient au four.
Le village fournissait de nombreux maçons et forgerons à l'agha kurde de Şırnak pour construire ses maisons et châteaux.

## Personnalités liées au village
- Erol Dora (1964- ), avocat et homme politique.
- Mihayel Kulan (1971-2002), homme politique et membre du Conseil National de Mésopotamie.